# Strada statale 494 Vigevanese
La strada statale 494 Vigevanese (SS 494) è una strada statale italiana che collega Milano ad Alessandria passando per Vigevano e Mortara.

## Percorso
Per i primi 12 chilometri la strada ha due tracciati distinti. La Nuova Vigevanese, classificata fin dall'inizio come SS 494, ha origine nella periferia sud-occidentale della metropoli lombarda, dove costituisce un importante asse di penetrazione urbana (Via Foppa, Via Lorenteggio). Attraversa il quartiere di Lorenteggio, dove diviene a carreggiata doppia e a quattro corsie complessive; questo tracciato attraversa Cesano Boscone e Corsico, comune in cui inizia il tratto di competenza ANAS e punto di intersezione con la tangenziale Ovest di Milano, alla quale si allaccia mediante un imponente svincolo a quadrifoglio. Superato lo svincolo, attraversa il comune di Trezzano sul Naviglio, in particolare il quartiere Zingone, dove costituisce l'asse principale (Viale Leonardo da Vinci).
A Gaggiano, centro nel quale termina il tratto a doppia carreggiata, si riallaccia il vecchio tracciato proveniente da Milano. Tale strada, che è chiamata Vecchia Vigevanese e che oggi ufficialmente è indicata come strada provinciale 59, certamente esisteva già nel tardo medioevo, quando fungeva da via di collegamento tra la capitale del ducato di Milano e i suoi castelli più importanti, di Abbiategrasso e Vigevano. Il tracciato parte da Porta Ticinese, dove il Naviglio Grande si getta nella Darsena, costeggia il corso del Naviglio, costituendo le vie Ripa Ticinese e Lodovico il Moro, attraversa il quartiere periferico di Ronchetto sul Naviglio e il primo comune dell'hinterland, Corsico, poi sottopassa a sua volta la Tangenziale Ovest, alla quale si allaccia mediante uno svincolo (diverso da quello della Nuova Vigevanese), e attraversa Trezzano sul Naviglio, sempre rimanendo contigua alla sponda destra del Naviglio Grande. A Gaggiano scavalca per la prima volta il canale portandosi sulla sua riva sinistra e ricongiungendosi alla Nuova Vigevanese; probabilmente, l'originale tracciato medievale proseguiva lungo la sponda destra.
Da Gaggiano la strada prosegue rettilinea ed a carreggiata singola con il nome di SS 494, raggiungendo prima il comune di Vermezzo con Zelo e poi quello di Abbiategrasso, principale centro dell'Esticino milanese. Qui incrocia la strada statale 526 dell'Esticino e inizia a dirigersi verso sud-ovest, attraversando dapprincipio il territorio di Ozzero, quindi il Ticino, ed entrando così in Lomellina, la regione situata a ovest del Ticino appartenente alla Provincia di Pavia, di cui serve la città più importante, che è anche la località da cui prende il nome, Vigevano, evitandone il centro per mezzo di una variante, in origine esterna, che ora ne attraversa le periferie orientale e meridionale (Viale Artigianato, Viale Industria, Viale Commercio e Viale Agricoltura).

Superata Vigevano la strada si dirige verso Mortara, altro importante centro della Lomellina, dove interseca la strada statale 211 della Lomellina e la strada statale 596 dei Cairoli. Dopo Mortara attraversa prima Castello d'Agogna, piccolo centro collocato sull'omonimo fiume, poi i centri di Valle Lomellina e Sartirana Lomellina, in un paesaggio prettamente agricolo, caratterizzato dalla presenza più o meno costante di risaie.
Presso Torre Beretti e Castellaro, ultimo paese della Lombardia toccato dalla strada, la Vigevanese incrocia la strada statale 756 Sannazzaro-Torre Beretti e compie una stretta svolta a gomito verso est che la porta ad avvicinarsi al Po, che attraversa presso il ponte di Valenza, prima città toccata dalla strada in territorio piemontese, in vista delle prime colline del Monferrato. Da qui il percorso diviene tortuoso, tra paesaggi completamente diversi rispetto a quelli di pochi chilometri prima. La dorsale collinare divide il corso del Po da quello del Tanaro. Al termine dello scollinamento si scende verso Alessandria, sulle rive del Tanaro, distante una decina di chilometri. Qui la Vigevanese termina il proprio percorso innestandosi nella strada statale 10 Padana Inferiore.
In seguito al decreto legislativo n. 112 del 1998, dal 2001 la gestione del tratto lombardo compreso tra Corsico e il confine con il Piemonte è passato alla Regione Lombardia, che ha provveduto al trasferimento dell'infrastruttura al demanio delle rispettive provincie di Milano e di Pavia, per le tratte territorialmente competenti; la gestione del tratto piemontese è passata invece alla Regione Piemonte, che ha provveduto al trasferimento dell'infrastruttura al demanio della provincia di Alessandria. Dal 2001 e fino al 2021, il tracciato è stato quindi riclassificato come Strada Provinciale ex SS 494 Vigevanese (SP ex SS 494) nelle province di Milano (anche dopo la sostituzione della provincia di Milano con la città metropolitana di Milano), Pavia ed Alessandria. Con l'attuazione del Piano Rientro Strade 2021, su decreto legge del governo, l'intero tracciato è tornato di competenza ANAS, riassumendo la denominazione originaria di strada statale 494 Vigevanese (SS 494).